# راکهی ساوانت
راکهی ساوانت (به انگلیسی: Rakhi Sawant) (زاده ۲۵ نوامبر ۱۹۷۸) بازیگر هندی است.
از فیلم‌هایی که وی در آن نقش داشته‌است می‌توان به سرگرمی، به دل بگو چه کار کنه، نوکر همسر، جنگ افسانه‌ها، سکوت ... شب ترس، پول برگشتی، گمشده، زندگی در مستی، اسیر تو و دهاتی‌های خوش‌شانس اشاره کرد.